# Новолозуватівка
Новолозува́тівка — село в Україні, у Синельниківському районі Дніпропетровської області. Входить до складу Межівської селищної громади. Населення становить 234 особи. До 2017 було частиною — Межівської селищної ради.

## Історія
12 червня 2020 року, відповідно до розпорядження Кабінету Міністрів України № 709-р від «Про визначення адміністративних центрів та затвердження територій територіальних громад Дніпропетровської області», увійшло до складу Межівської селищної громади.
19 липня 2020 року, в результаті адміністративно-територіальної реформи і ліквідації Межівського району, село увійшло до складу новоутвореного Синельниківського району.

## Населення

### Мова
Розподіл населення за рідною мовою за даними перепису 2001 року:
| Мова       | Кількість | Відсоток |
| ---------- | --------- | -------- |
| українська | 225       | 96.15%   |
| російська  | 6         | 2.56%    |
| білоруська | 2         | 0.86%    |
| вірменська | 1         | 0.43%    |
| Усього     | 234       | 100%     |

## Географія
Село Новолозуватівка розміщене на відстані 1 км від селища Межова і села Запорізьке. Поруч проходить автомобільна дорога Т 0428.
На північно-західній околиці села бере початок річка Лозова.